# Celatoblatta peninsularis
Celatoblatta peninsularis är en kackerlacksart som beskrevs av Johns 1966. Celatoblatta peninsularis ingår i släktet Celatoblatta och familjen storkackerlackor. Inga underarter finns listade i Catalogue of Life.